# Nicarete de Corinto
Nicarete o Nikarete (en griego antiguo Νικαρέτη, Nikarétē) fue una hetaira y proxeneta de Corinto, que vivió en los siglos V a. C. y IV a. C. Existe muy poca información sobre este personaje de la Grecia antigua, aparte de sus actividades como matrona. Se la menciona en el texto de Apolodoro de Acarnas Contra Neera.
Nicarete fue conocida por operar un establecimiento de «mejoramiento» en Corinto, ciudad célebre en la antigüedad por su comercio de prostitución. Es de Corinto y de la literatura griega que proviene el verbo korinthiazein (ϰορινθιάζεσθαι), que traducido libremente significa «fornicar».
Se dice de Nicarete que era una mujer liberta, que fue propiedad previamente de un hombre llamado Carisios. Al obtener la libertad, se casó con Hipias, el cocinero de Carisio, y se mudó a Corinto. Al parecer, Nicarete compró jóvenes del mercado de esclavos de Corinto y las entrenó como heteras, para que pudieran ganarse la vida por sus propios medios. De acuerdo con Apolodoro, Nicarate tenía la costumbre de alquilar sus heteras durante la plenitud de sus vidas y luego venderlas, lo que implicaba una tasa de manumisión del 100 %.
Por medio de una suerte de relación parental, Nicarete buscaba aumentar el precio que sus clientes habrían de pagar (en tanto las mujeres libres solían tener una mayor demanda). Por ejemplo, la hetera más famosa de Nicarete, Neera, a quien compró junto con otras seis jóvenes, fue comercializada como su propia hija, lo que le consiguió precios más altos. Fue durante el juicio de Apolodoro contra Neera que las actividades de Nicarete ganaron aún mayor notoriedad cuando la hetera más joven describió su vida para disputar las acusaciones de que se había casado ilegalmente con un ateniense.
Es posible también que Nicarete no se haya tratado de una sola persona o siquiera de una persona real. El nombre Nicarete se ha atribuido o bien a una interpretación artística o a un error al referirse a diferentes personas (Neera o Nicarete de Mégara).

## En la ficción
En el libro de Tom Holland «Persian Fire», el autor afirma: «korinthiazein - 'hacer un corintio' - significa follar».
En el Pluto de Aristófanes, Crémilo afirma: «Dicen que en Corinto las prostitutas, cuando llega un cliente que es pobre, simplemente lo ignoran, pero un rico obtiene entrada instantánea, ¡incluso por la entrada trasera!»